# Барбизеле ди Мецо (Кремона)
Барбизеле ди Мецо је насеље у Италији у округу Кремона, региону Ломбардија.
Према процени из 2011. у насељу је живело 30 становника. Насеље се налази на надморској висини од 49 м.